# إرهاب قومي
الإرهاب القومي هو شكل من أشكال الإرهاب بدافع القومية. يسعى الإرهابيون القوميون إلى تشكيل تقرير المصير بشكل ما، والذي قد يتراوح من الحصول على قدر أكبر من الحكم الذاتي إلى إقامة دولة مستقلة تمامًا وذات سيادة (الانفصالية). غالبًا ما يعارض الإرهابيون القوميون ما يعتبرونه قوى احتلال أو إمبريالية أو غير شرعية بأي شكل آخر.
يرتبط الإرهاب القومي بجماعة قومية أو عرقية أو دينية أو أي جماعة أخرى، والشعور السائد بين أفراد تلك المجموعة بأنهم مضطهدون أو محرومون من الحقوق، وخاصة الحقوق الممنوحة للآخرين.
كما هو الحال مع مفهوم الإرهاب نفسه، فإن مصطلح «الإرهاب القومي» وتطبيقه هي قضايا خلافية للغاية. ما يشكل نظامًا غير شرعي وأنواع العنف والحرب المقبولة ضد مثل هذه الدولة هي موضع نقاش. تميل الجماعات التي يصفها البعض على أنها «إرهابية قومية» إلى اعتبار نفسها "مقاتلة من أجل الحرية"، وتشارك في حرب مشروعة ولكنها غير متكافئة.
يمكن أن يشمل الإرهاب القومي الآخر العنف ضد المهاجرين في بلد ما. يرى القوميون في العديد من البلدان الهجرة باعتبارها تهديدًا لازدهار السكان المحليين أو السكان الأصليين في ذلك البلد.

## قائمة
فيما يلي الجماعات القومية التي اعتبرتها بعض الدوائر «إرهابية»:
- الذئاب الرمادية [1] [2] [3]
- جيش تحرير بلوشستان [4] [5] [6]
- إيتا
- إيوكا
- حزب العمال الكردستاني[7]
- الجيش الأرميني السري لتحرير أرمينيا
- جبهة تحرير كيبيك
- الجيش الجمهوري الأيرلندي المؤقت
- حركة مجاهدي خلق
- نمور التاميل [7]
- جيش التمرد الأوكراني
- شتيرن [8]
- إرجون [9]
- مفارز تشيتنيك
- أوستاشا
- الجبهة البلشفية الوطنية

وصف جماعة بأنها تنفذ «إرهاباً قومياً» لا يمنع من وصفها بعبارات أخرى:
- قد يتداخل الإرهاب القومي مع الإرهاب ذي الدوافع الدينية، لذا فإن الجماعات الصهيونية هي أيضًا يهودية في بعض الأحيان (كاخ، التنظيم اليهودي السري).
- يمكن أيضًا تحديد الإرهاب القومي مع الجناح اليساري (إيتا، الدرب الساطع) أو الجناح اليميني (قوات الدفاع الذاتي المتحدة الكولومبية، سومبرا نيجرا)